# Vladica Brdarovski
Vladica Brdarovski (makedonskou i srbskou cyrilicí Владица Брдаровски; * 7. února 1990 Bitola) je severomakedonský fotbalový obránce a bývalý makedonský reprezentant (2012–2015). Od roku 2015 je hráčem Vardaru Skopje. Mimo Makedonii/Severní Makedonii působil na klubové úrovni v České republice a Maďarsku.

## Klubová kariéra
Odchovanec Pelisteru Bitola, v jehož dresu začal nastupovat i v nejvyšší severomakedonské soutěži. Byl zvolen nejlepším mladým hráčem severomakedonské ligy za podzim 2010.
Na jaře 2011 hostoval ve Zbrojovce Brno, v nejvyšší soutěži ČR debutoval 6. března 2011 na hřišti Mladé Boleslavi (prohra 0:5). Celkem nastoupil ve třech utkáních, odehrál 79 minut.
V únoru 2013 byl na zkoušce v ruském klubu FK Amkar Perm. Poté, co se v srpnu 2013 vrátil do mateřského klubu, patřil v sezoně 2013/14 k nejlepším hráčům v makedonské lize.
V lednu 2014 byl na zkoušce v rumunském klubu CS Pandurii Târgu Jiu. V červnu 2015 přestoupil do Vardaru Skopje.

## Reprezentační kariéra
V letech 2010–2012 nastupoval v severomakedonské reprezentaci do 21 let.
V A-mužstvu severomakedonské reprezentace debutoval 14. prosince 2012 v utkání proti Polsku (hráno v čínském městě Aksu, Severní Makedonie prohrála 1:4).

## Ligová bilance
| Ročník                                 | Zápasy | Góly | Minuty | Klub              |
| -------------------------------------- | ------ | ---- | ------ | ----------------- |
| Prva makedonska fudbalska liga 2009/10 | 14     | 0    | 1 130  | Pelister Bitola   |
| Prva makedonska fudbalska liga 2010/11 | 14     | 0    | 1 182  | Pelister Bitola   |
| Gambrinus liga 2010/11                 | 3      | 0    | 78     | FC Zbrojovka Brno |
| Prva makedonska fudbalska liga 2011/12 | 22     | 0    | 1 980  | Rabotnički Skopje |
| Prva makedonska fudbalska liga 2012/13 | 32     | 0    | 2 596  | Rabotnički Skopje |
| Prva makedonska fudbalska liga 2013/14 | 27     | 0    | 2 411  | Pelister Bitola   |
| Prva makedonska fudbalska liga 2014/15 | 9      | 0    | 731    | Pelister Bitola   |
| Nemzeti bajnokság I 2014/15            | 11     | 0    | 945    | Győri ETO FC      |
| Prva makedonska fudbalska liga 2015/16 | 12     | 0    | 766    | Vardar Skopje     |
| Prva makedonska fudbalska liga 2016/17 | 30     | 0    | 2 487  | Vardar Skopje     |
| Prva makedonska fudbalska liga 2017/18 | 13     | 0    | 1 075  | Vardar Skopje     |
| Prva makedonska fudbalska liga 2018/19 | 31     | 4    | 2 478  | Vardar Skopje     |
| CELKEM I. LIGA                         | 3      | 0    | 78     |                   |
| CELKEM I. LIGA                         | 204    | 4    | 16 836 |                   |
| CELKEM I. LIGA                         | 11     | 0    | 945    |                   |